# Erik Holstein
Erik Holstein (født 1958) er en dansk journalist og forfatter.
Holstein er uddannet fra Danmarks Journalisthøjskole i 1990 og har arbejdet på B.T.'s Christiansborg-redaktion fra 1993 til 2002. Han har siden 2003 været tilknyttet Dagbladenes Bureau som kommentator og netavisen Altinget.dk som journalist.